# Distrito de San Antonio (Grau)
El Distrito de San Antonio es uno de los catorce distritos de la Provincia de Grau  ubicada en el departamento de Apurímac, bajo la administración del Gobierno regional de Apurímac, en el sur del Perú. fundado históricamente por mineros españoles y portugueses que explotaban las minas del cerro Ccochacunca durante la época virreinal, como un asentamiento.
Desde el punto de vista jerárquico de la Iglesia católica forma parte de la Diócesis de Abancay la cual, a su vez, pertenece a la Arquidiócesis de Cusco.

## Historia
El distrito fue creado mediante Ley n.º 12984 del 17 de marzo de 1958, en el segundo gobierno de Manuel Prado Ugarteche.

## Geografía
La ciudad de San Antonio se encuentra ubicada en los Andes Centrales.

## Autoridades

### Municipales
- 2019 - 2022[4]
  - Alcalde: Jaime Montesinos Huarcaya, del Partido Democrático Somos Perú.
  - Regidores:

  1. Nardi Jara Soto (Partido Democrático Somos Perú)
  2. Adolfo Soto Soto (Partido Democrático Somos Perú)
  3. Adimir Vargas Mendoza (Partido Democrático Somos Perú)
  4. Gisela Soto Huamaní (Partido Democrático Somos Perú)
  5. Esteban Soto Rodríguez (Alianza para el Progreso)

Alcaldes anteriores
- 2015-2018: MARIA AMPARO SANCHEZ ROSSELL
- 2011-2014:[5] Darwin Marcelino Sánchez Garrafa, Partido Alianza para el Progreso (APEP).
- 2007-2010: Willienthon Sánchez Silva.

## Festividades

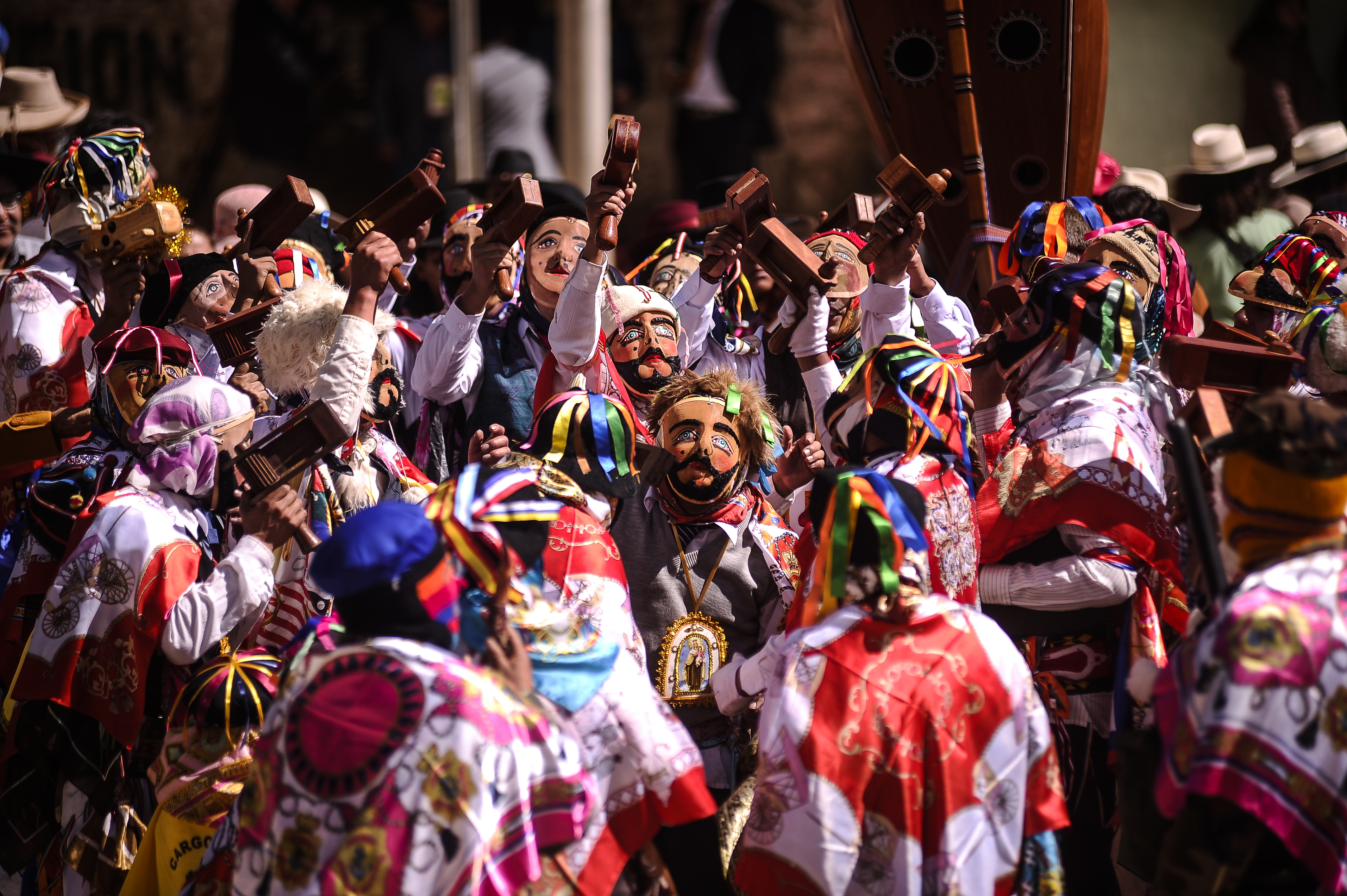
Virgen del Carmen

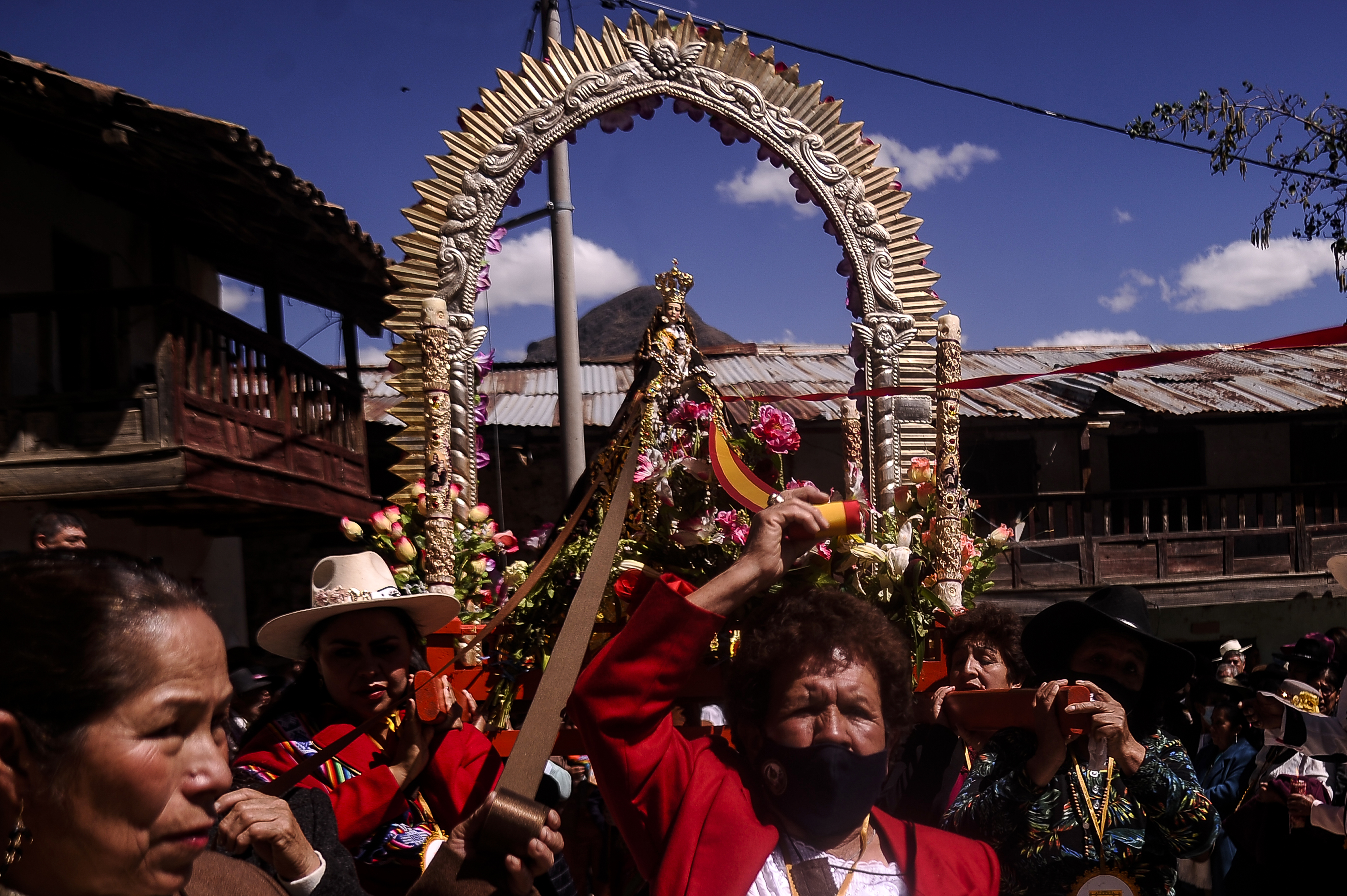
Virgen del Carmen

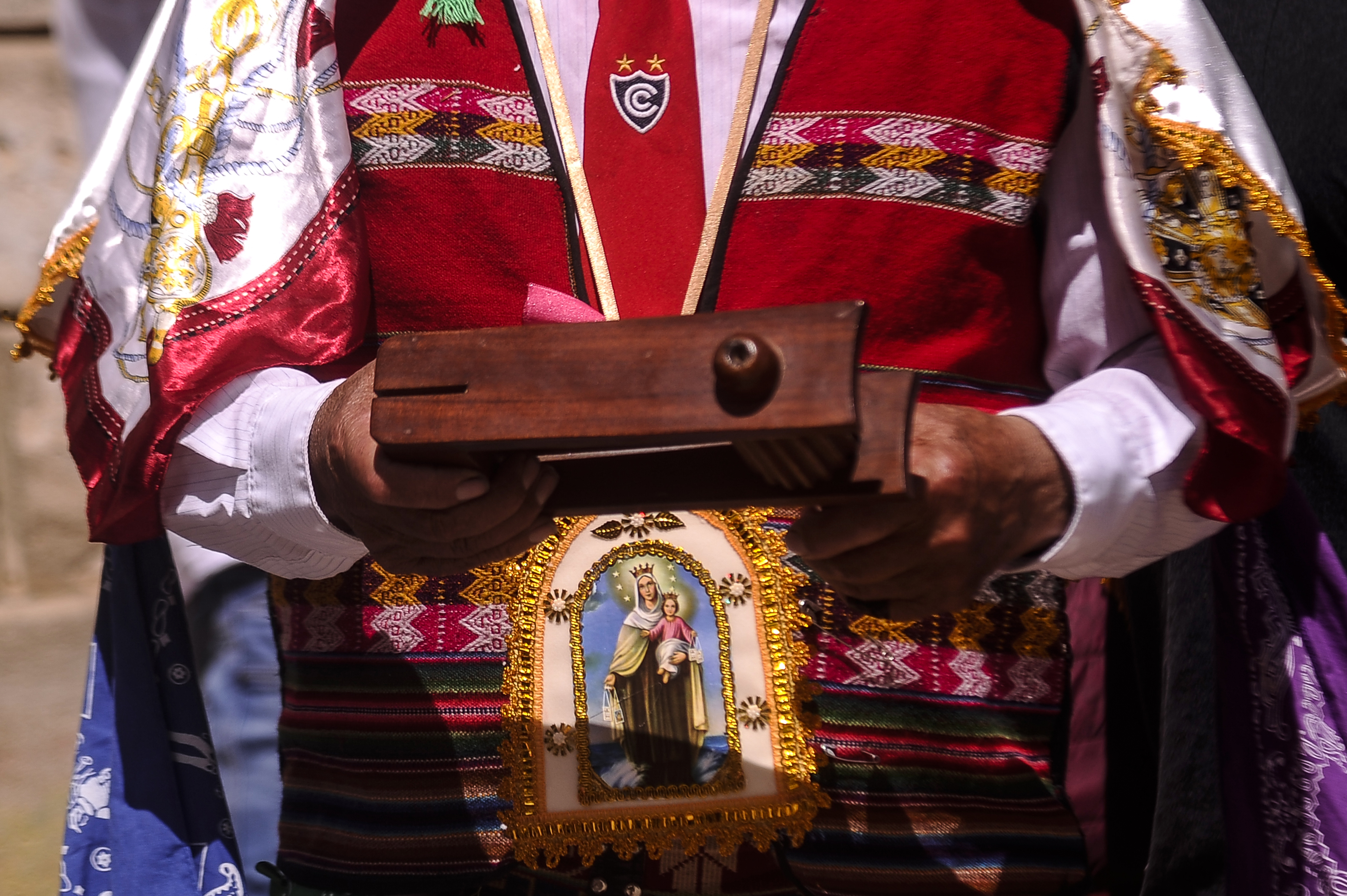
Virgen del Carmen

- Carnavales.
- San Antonio.
- Virgen del Carmen.Virgen del CarmenVirgen del CarmenVirgen del Carmen

- Santiago.